# Corracloona

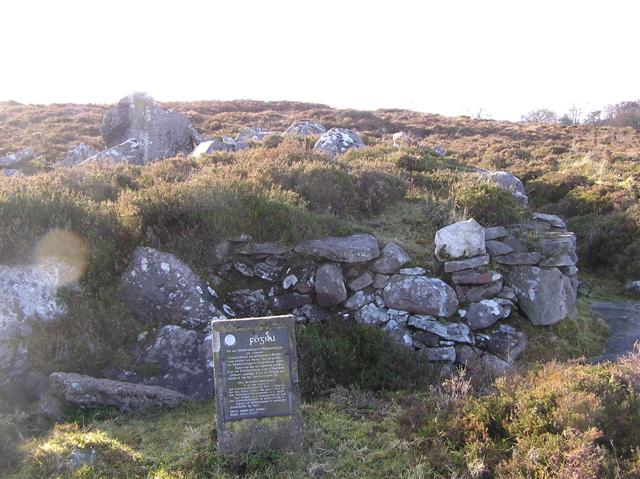
Corracloona

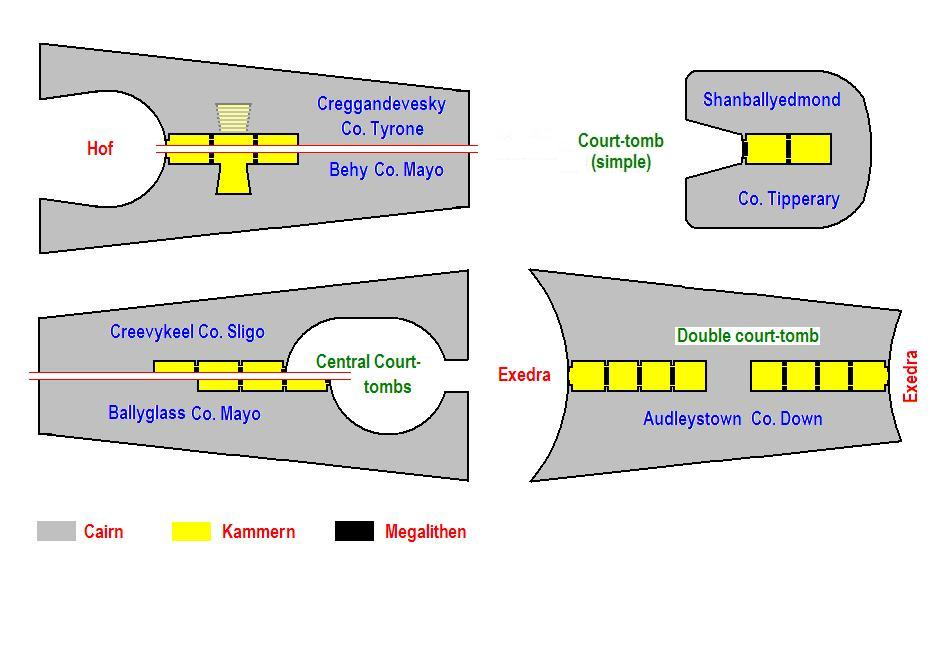
Formen von Court Tombs

Das Court Tomb von Corracloona (lokal „Prince Connell’s Grave“, irisch Feart Chonaill Flaith genannt) liegt im Townland Corracloona (irisch Currach Chluana) bei Garrison, am Nordende des Sees Lough MacNean Upper etwa 30 m westlich der Straße von Glenfarne nach Kiltyclogher im County Leitrim in Irland, nahe der Grenze zu Nordirland. Der Zugang erfolgt über einen Zauntritt an der Straße.
Corracloona wird an den Beginn der Bronzezeit (2500–2000 v. Chr.) datiert. Es ist im Überblick über die Megalithanlagen Irlands enthalten, aber es ist weder vermessen noch gibt es Ausgrabungsberichte. Court Tombs gehören zu den megalithischen Kammergräbern (englisch chambered tombs) der Insel. Sie werden mit etwa 400 Exemplaren nahezu ausschließlich in Ulster im Norden von Irland beziehungsweise in Nordirland gefunden.

## Beschreibung
Der West-Ost orientierte etwa 18 m lange Steinhügel ist rechteckig und erhebt sich am Ostende etwa einen Meter über das umgebende Land. Der kleine Hofbereich aus Trockenmauerwerk, dessen Nordseite besser erhalten ist, ragt 1,5 m auf. Die einzige Kammer ist 3,5 m lang und 2,0 m breit. Die Megalithanlage mit dem Kennel-Hole Zugang ist eine für den Typ untypische Struktur.
Corracloona hat eine ungewöhnliche Türplatte mit einem etwa kniehohen trapezoidem Seelenloch als Zugang. Er erinnert an Anlagen in Südfrankreich. Das Seelenloch scheint nicht artifiziell zu sein. Das bedeutet jedoch nicht, dass es sich nicht um eine beabsichtigte Formauswahl handelt. Der Türstein hat Ähnlichkeit mit den Trennplatten mancher Wedge Tombs.